# So Wrong, It's Right
So Wrong, It's Right è il secondo album realizzato dal gruppo pop punk/emo-pop All Time Low, pubblicato il 25 settembre 2007.
I singoli estratti sono i seguenti: Dear Maria, Count Me In; Six Feet Under The Stars; Poppin' (Video Mix) (versione leggermente diversa da Poppin' Champagne presente sul cd) e Remembering Sunday (feat. Juliet Simms, cantante degli Automatic Loveletter).

## Tracce
1. This Is How We Do – 2:29
2. Let It Roll – 3:00
3. Six Feets Under the Stars – 3:36
4. Holly (Would You Turn Me On) – 3:52
5. The Beach – 3:01
6. Dear Maria, Count Me In – 3:02
7. Shameless – 3:41
8. Remembering Sunday – 4:16
9. Vegas – 2:49
10. Stay Awake (Dreams Only Last for a Night) – 3:34
11. Come One, Come All – 3:32
12. Poppin' Champagne – 3:19